# Hlínovská svodnice
Hlínovská svodnice je potok pramenící v polích jihozápadně od Lišiček a jihovýchodně u Běruniček vlévající se do Štítarského potoka jako jeho pravostranný přítok.

## Průběh toku
Hlínovská svodnice pramení u polní cesty vedoucí od jihu z Lovčic, tedy jihozápadně od místní části Lišic, Lišičky. Teče směrem na západ v několika zalomeních. Obtéká usedlost Hlínov a pod rybníkem Trnovec se do ní vlévá Spálený potok. Poté se do ní vlévají další dva potoky zprava a tzv. Vlkovská svodnice, která přitéká také zprava. Dále pokračuje podél silnice vedoucí do Běrunic na jihozápad a na soutoku s Nádavskou svodnicí se odklání na západ. Nad Běrunicemi se do ní zleva vlévá Podpadesátník a samotná svodnice se vlévá do Štítarského potoka.

## Historie
Potok v korytě Hlínovské svodnice je zaznamenán i na starších mapách. Za Hlínovem se však jednalo o občasný tok. Na mapách druhého vojenského mapování, které vznikly po roce 1869 je pak v toku Hlínovské svodnice dnes již neexistující rybník pod rybníkem Trnovec u Hlínova.

## Galerie

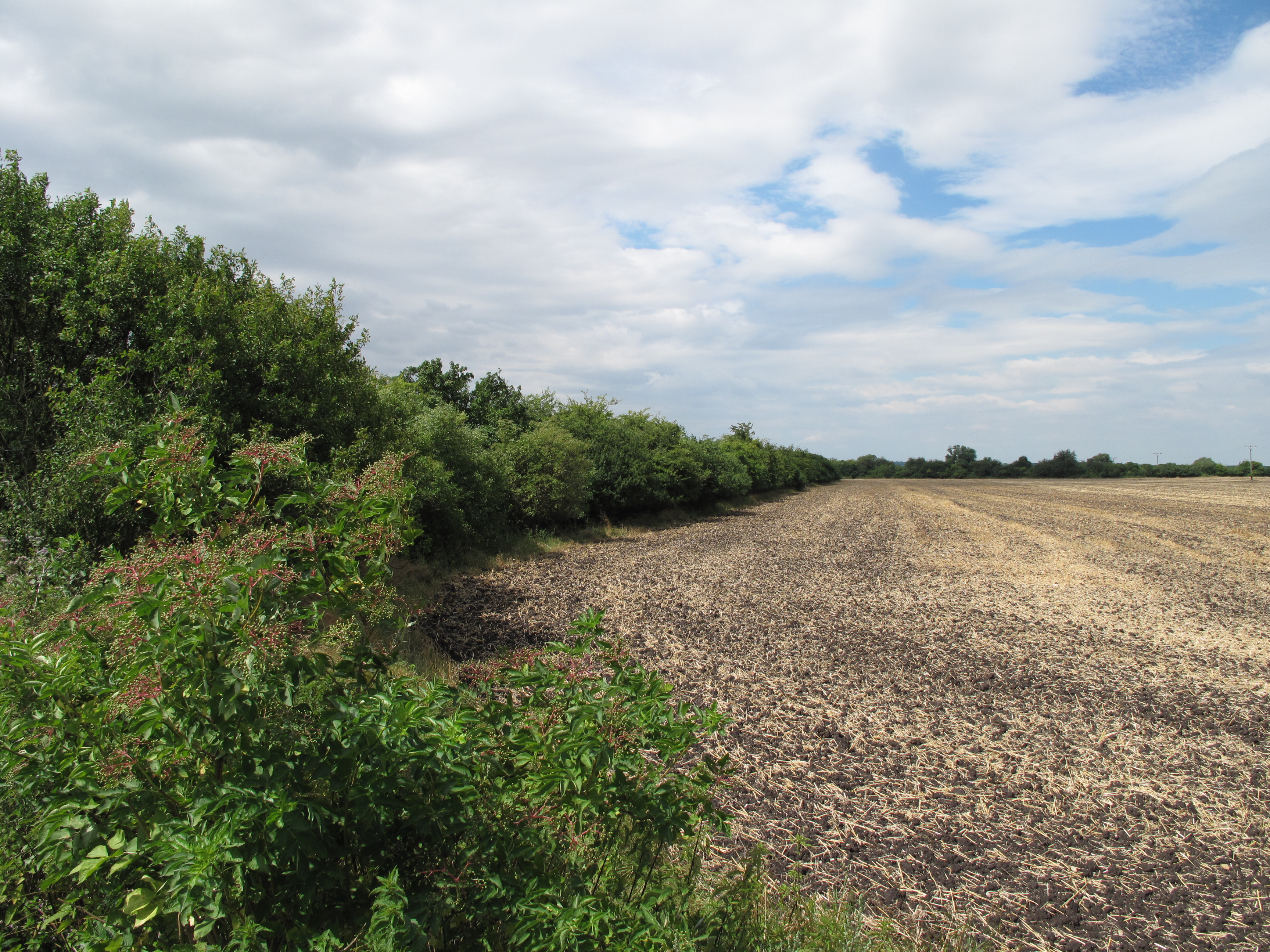
Druhý pravostranný přítok
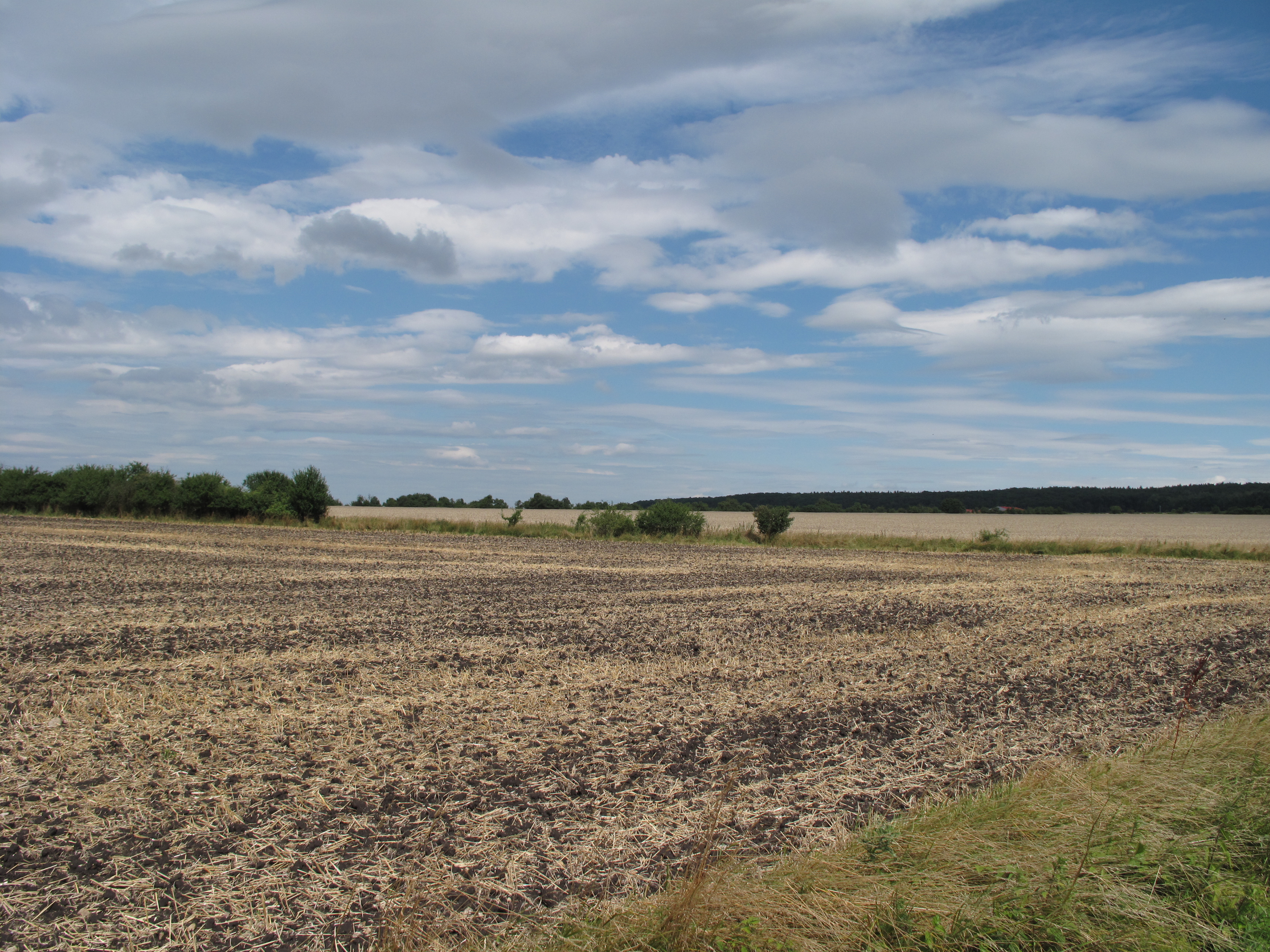
Třetí pravostranný přítok
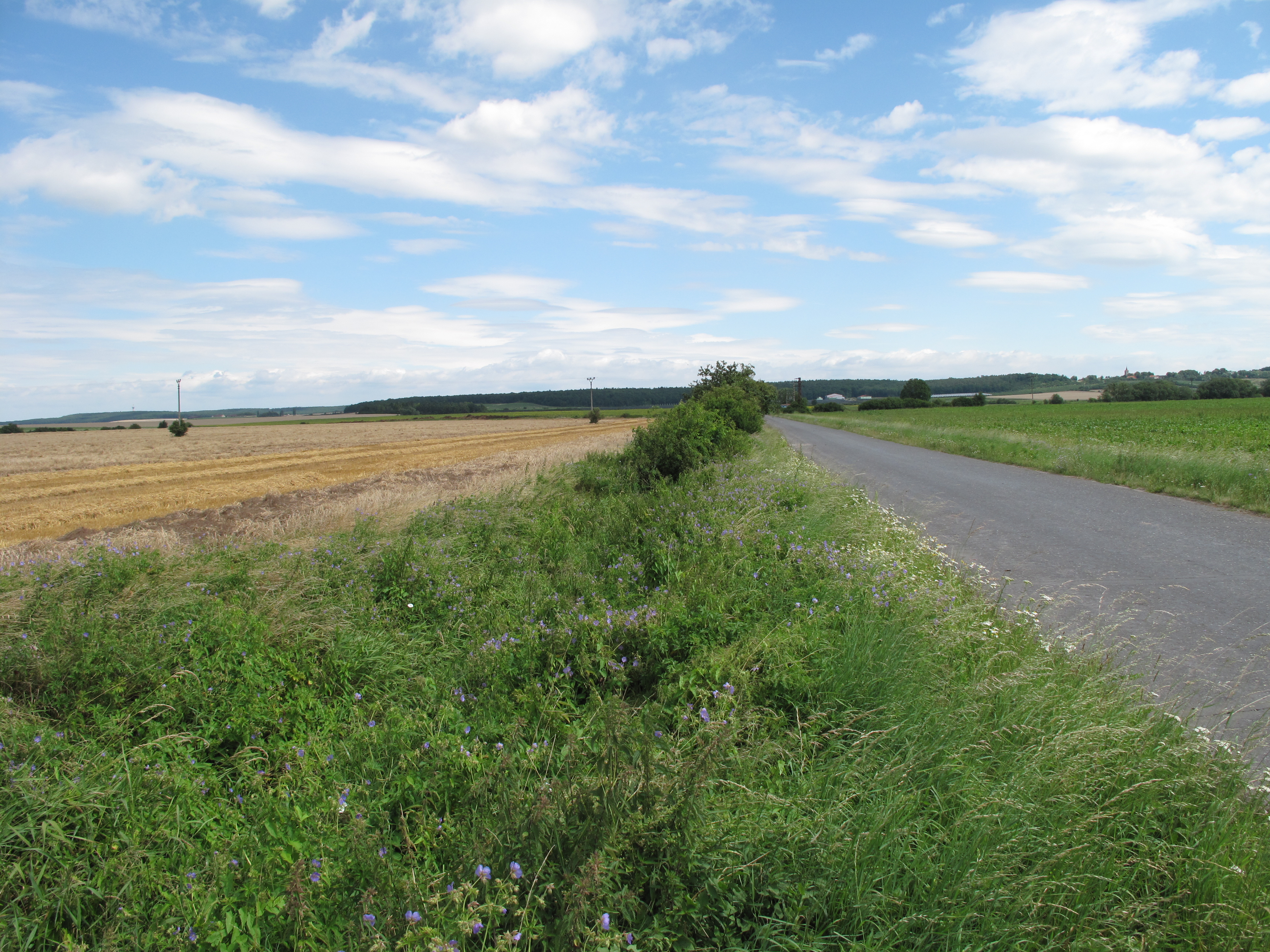
Část toku jdoucí podél asfaltky